# Mercedes-Benz M104
De Mercedes-Benz M104 is een in-lijn 6 cilinder motor, geproduceerd tussen 1989 en 1999.  Het heeft een dubbele bovenliggende nokkenas met 4 kleppen per cilinder. In 1989 verving het de M103. De productie van de M104 ging door tot in 1999, waar het als laatst werd gebruikt in de W140. Na 10 jaar productie werd de M104 vervangen door de M112 V6.  

## 2,8 L M104.900
Mercedes had een compacte 6-cilinder motor nodig voor hun bestelwagens en vroeg Volkswagen of ze de VR6 Golf / Jetta-motor konden gebruiken.  Er werd een overeenkomst bereikt en de motoren werden halfvoltooid verkocht aan Mercedes-Benz. 

## 3,0 L M104.98x
Deze 3,0L (24 kleppen) motor werd geïntroduceerd om de M103 (12 kleppenmotor) op te volgen.  De M104 had dubbele bovenliggende nokkenassen en vier kleppen per cilinder.  De M103 en M104.98x werden uiteindelijk vervangen door de 2.8-liter M104.94x en 3.2-liter versies van de M104. De Boring is 88,5 mm (3,48 inch) en de slag is 80,2 mm (3,16 inch) met een compressieverhouding van 10:1.  Het 3 liter blok produceerde 217 tot 228 pk (zonder katalysator). 
Gebruikt in: 
- 1989-1992 S124 300 TE-24
- 1989-1993 R129 300SL-24
- 1990-1993 W124 300 E-24
- 1990-1993 C124 300 CE-24

## 2,8 L M104.94x
In 1993 vervingen twee capaciteiten de 3.0 liter: De 2.8L M104.94x verving de oude 12 kleppen M103- motor en de 3,2 liter M104.99x verving de M104.98x.  De 2,8 L M104 produceerde 190 pk bij 5500 tpm. Maximum koppel was 270 Nm bij 3750 tpm.         
De boring is 89,9 mm (3,54 inch) en de slag is 73,5 mm (2,89 inch). De nokkenas wordt aangedreven door een dubbele rollenketting.       
Gebruikt in: 
- W202 C280
- W210 E280
- 1993-1994 W124 280 E, 300 E 2.8
- 1994-1996 W124 E 280
- 1993-1998 W140 300 SE 2.8, S 280

## 3,2 L M104.99x
De 3.2L versie produceerde 231pk bij 5500 tpm en 310 Nm koppel bij 3750 tpm. De boring is 89,9 mm (3,54 inch) en de slag is 84 mm (3,31 inch). De compressieverhouding is dezelfde 10:1 op alle W 210 , R129 en W140, maar deze is 9,2:1 bij de W124 (M104.992).
Gebruikt in: 
- 1995-1997 W210 E320
- 1993-1994 W124 300 E, 320 E
- 1994-1996 W124 E 320
- 1991-1993 W140 300 SE, 300 SEL
- 1993-1999 W140 S320
- 1994-1998 R129 SL 320
- 1993-1999 Ssangyong Musso
- 2001-2006 Ssangyong Rexton Y200
- 2011-2017 Roewe W5
- W463 G320
- Ssangyong Kyron

## AMG
AMG heeft 2 verschillende versies van de M104 ontwikkeld. Een 3,4L en een 3,6L versie van de M104. Deze produceerden tussen de 270 en 290 pk. 